# Cabana d'en Geli
La Cabana d'en Geli és una casa de Solsona protegida com a Bé Cultural d'Interès Local.

## Descripció
Es tracta d'una cabana característica amb pedra ben escairada a les cantonades, amb obra vista de paredat. És singular el contrast entre la façana ben orientada amb nombroses finestres i el tester, mal orientat resolt amb una única finestra. Té un cos central rectangular de tres plantes i un altre cos més petit només de planta baixa que es desenvolupa al llarg de gairebé tota la façana amb l'entrada principal a un lateral.

## Història
Al vinyet de Solsona es conreà la vinya fins a la dècada de 1880-1890 en què arribà la fil·loxera. Els vinyataires s'hi construïren cabanes que com en aquest cas, agafaren el nom del propietari.